# Jedediah K. Smith
Jedediah Kilburn Smith (* 7. November 1770 in Amherst, Hillsborough County, New Hampshire Colony; † 17. Dezember 1828 ebenda) war ein US-amerikanischer Politiker. Zwischen 1807 und 1809 vertrat er den Bundesstaat New Hampshire im US-Repräsentantenhaus.

## Werdegang
Jedediah Smith besuchte die öffentlichen Schulen seiner Heimat. Nach einem anschließenden Jurastudium und seiner Zulassung als Rechtsanwalt begann er im Jahr 1800 in Amherst in seinem neuen Beruf zu praktizieren. Politisch wurde er Mitglied der von Thomas Jefferson gegründeten Demokratisch-Republikanischen Partei. Im Jahr 1803 war er  Abgeordneter im Repräsentantenhaus von New Hampshire; zwischen 1804 und 1806 gehörte er dem Staatssenat an.
Bei den Kongresswahlen des Jahres 1806, die staatsweit abgehalten wurden, wurde Smith für das vierte Abgeordnetenmandat von New Hampshire in das US-Repräsentantenhaus in Washington, D.C. gewählt. Dort trat er am 4. März 1807 die Nachfolge von Samuel Tenney von der Föderalistischen Partei an. Bis zum 3. März 1809 absolvierte Smith eine Legislaturperiode im Kongress.
Im Jahr 1809 wurde Smith erneut in den Senat von New Hampshire gewählt. Im Jahr 1810 kandidierte er erfolglos für den US-Senat. Zwischen 1810 und 1815 war Smith in der Lokalpolitik als Stadtverordneter tätig. Von 1819 bis 1826 amtierte er als Posthalter von Amherst. Außerdem war er von 1816 bis 1821 beisitzender Richter eines Berufungsgerichtes. Danach war er von 1821 bis 1823 beisitzender Richter und ab 1823 bis 1826 vorsitzender Richter am Court of Sessions von New Hampshire. Jedediah Smith starb am 17. Dezember 1828 in seinem Geburtsort Amherst.